# Buco di Viso
De Buco di Viso in het Italiaans of Pertuis du Viso of Tunnel de la Traversette in het Frans (Piëmontees: Përtus dël Viso) is een 75 meter lange voetgangerstunnel op de Frans-Italiaanse grens op een hoogte van ongeveer 2.900 meter. Hij werd aan het einde van de 15e eeuw gegraven en wordt beschouwd als de eerste verkeerstunnel door de Alpen. De tunnel verbindt de vallei van Queyras met de Povlakte.

## Locatie
De tunnel bevindt zich onder de Colle delle Traversette / Col de la Traversette, op de grens tussen de commune déléguée Ristolas van de commune nouvelle Abriès-Ristolas in het departement Hautes-Alpes in Frankrijk, en de Italiaanse gemeente Crissolo, in de provincie Cuneo in Italië. De tunnel is ongeveer 75 meter lang en helt af naar Piëmont op een hoogte tussen 2.900 en 2.915 meter.

## Geschiedenis

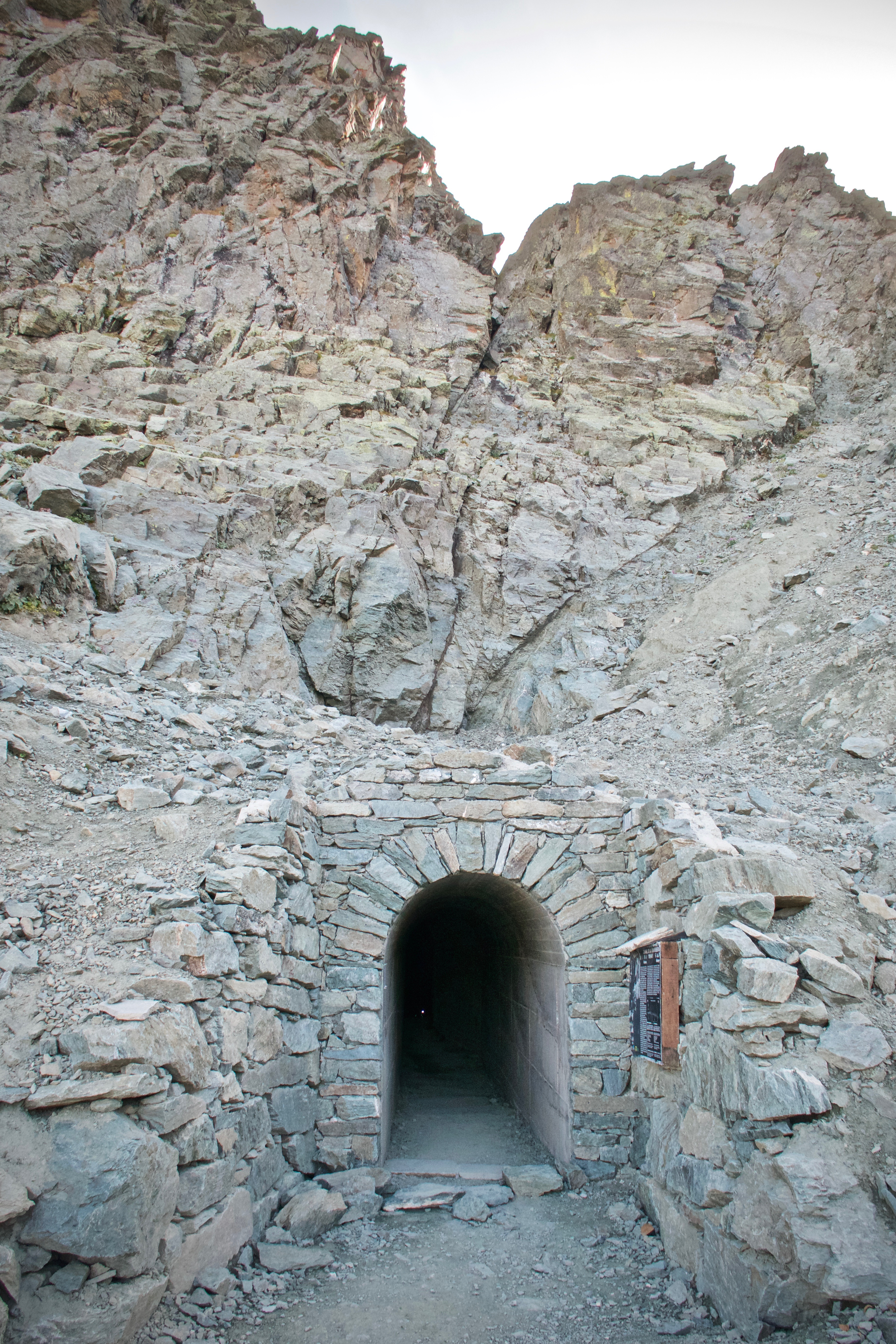
De ingang van de tunnel aan de Franse kant, gerenoveerd in 2014 (augustus 2017)

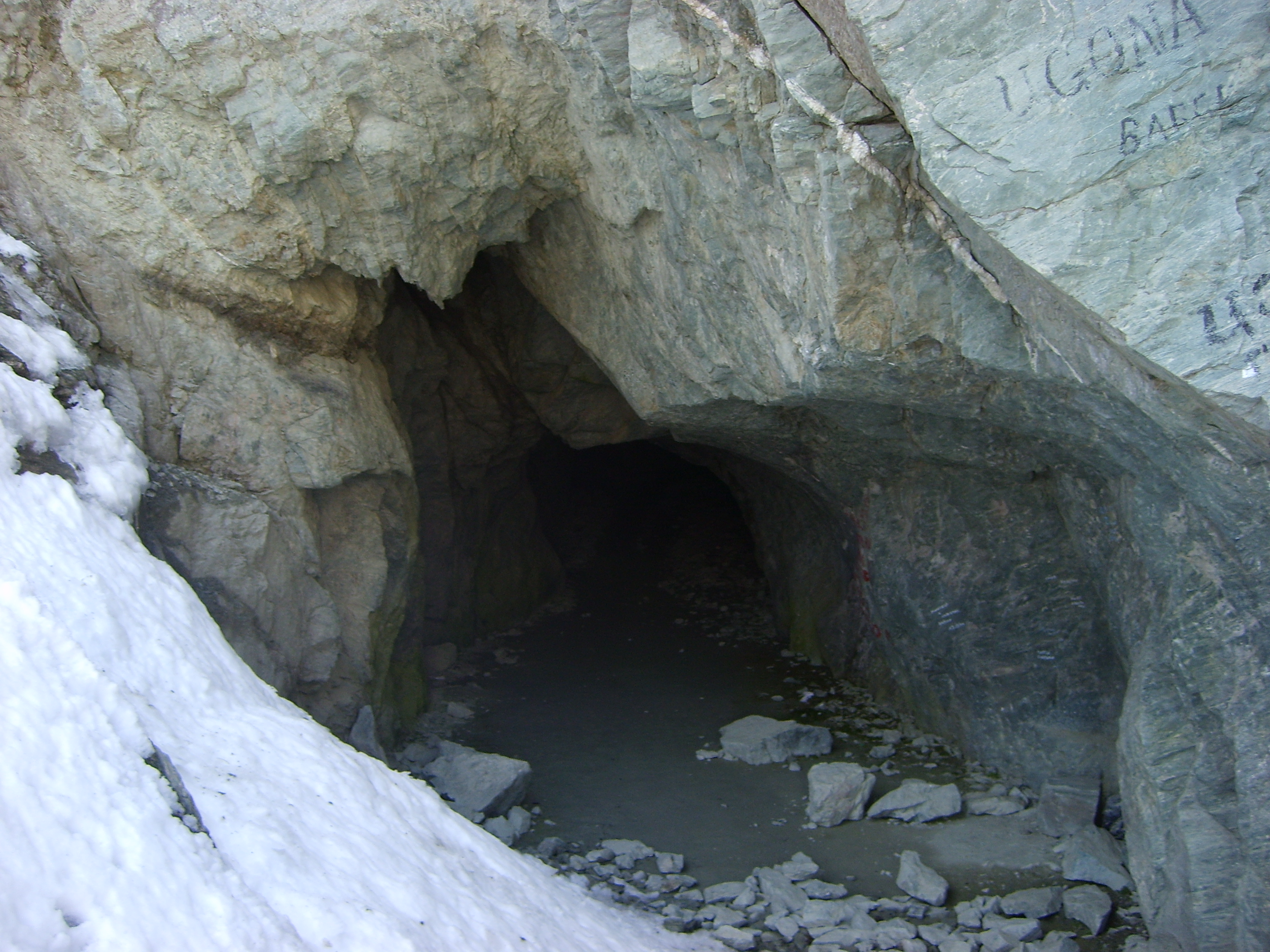
De ingang aan Italiaanse kant (september 2008)

Het initiatief voor de tunnel kwam van Ludovico II Del Vasto, markgraaf van Saluzzo. Hij poogde betere handelsmogelijkheden te creëren en de Provence en de Dauphiné met zijn markgraafschap te verbinden, en zo onder meer de zoutroute veilig te stellen, met zout gewonnen uit de zoutpannen in het Étang de Berre en bij Aigues-Mortes. Dit project, dat werd voorgelegd aan het parlement van Dauphiné, kreeg de steun van de koning van Frankrijk, Lodewijk XI, de markies van Montferrat en de René I van Anjou, heer van de Provence. Ludovico II Del Vasto was politiek pro-Frans en vijandig tegenover de Savoyes, die de autonomie van zijn markgraafschap bedreigden. Daarom ook sloot hij een overeenkomst met René I van Anjou, zowel koning van Napels als graaf van Provence en dus een vazal was van de koning van Frankrijk Lodewijk XI.
De overeenkomst voor de bouw ervan werd op 22 september 1478 in Arles ondertekend. De tunnelwerken vonden plaats onder leiding van de ingenieurs Martino di Albano en Baldassarre di Alpeasco, met een totale kostprijs van 12.000 florijnen. Er werd gegraven tussen juni 1479, na het smelten van de sneeuw, en november 1480. Het was ontworpen om een pakezel en een gebogen man door te laten. De tunnel kon voorkomen dat de Col de la Traversette, op een hoogte van 2.947 meter, moest worden overgestoken, een bergpas die ook direct van bij de eerste sneeuwval onbegaanbaar werd.
De technische moeilijkheden bij de uitvoering van de werkzaamheden waren aanzienlijk. Er moet rekening mee worden gehouden dat op een hoogte van 2.800 meter de sneeuwbedekking ongeveer acht maanden per jaar aanwezig is en daarom waren de werktijden noodzakelijkerwijs geconcentreerd in de nazomer. Bovendien waren explosieve middelen, die nu als fundamenteel worden beschouwd bij het graven van tunnels, in die tijd totaal onbekend. En aangezien de technieken die een nauwkeurig topografisch onderzoek mogelijk zouden maken even onbekend waren, werd het uitgraven van de tunnel waarschijnlijk alleen van Italiaanse kant uitgevoerd, ten koste van de snelheid van uitvoering. Ten slotte maakte de kleine omvang van het gedeelte van de enige bouwplaats een zeer beperkt gebruik van mankracht mogelijk, met een maximum van twee of drie man in actie voor de graafwerken.
Het gebruikte bouwproces was het oude proces dat werd beschreven door Diodoros van Sicilië. Het bestond uit afwisselende graafwerkzaamheden met het stapelen van brandhout tegen de rotswand. Door het hout in brand te steken, tastten de vlammen de rots aan, die een eerste proces van calcinatie onderging, waardoor het barstte en barstte en geleidelijk fragmenteerde. Daarna bevochtigden de arbeiders de rots met grote hoeveelheden van een oplossing van kokend water en azijn, die met kracht werd gegooid om het inwendig te breken. Op dat moment werd het gesteente voldoende brokkelig om effectief te worden bewerkt met pikhouwelen en houten palen, die stevig waren ingebed en gemaakt om te werken in de scheuren die zich met de vorige fasen hadden gevormd. Het is duidelijk dat het hele proces met enige regelmaat moest worden herhaald, naarmate het opgravingsfront vorderde. De doorsteek van de tunnel was in november 1980 dus gerealiseerd.
Vanuit economisch oogpunt verkortte het de reis van Grenoble naar Saluzzo met drie dagen, waarbij het hertogdom Savoye werd vermeden, dat in die tijd de Mont-Cenispas controleerde, waardoor de handel werd gestimuleerd. Karavanen die van de Provence naar Turijn reisden, konden tot drie weken besparen in vergelijking met de noordelijke route over de Montgenèvrepas.
De tunnel werd een groot succes. In 1482 werd door de belastingsregistratie al een passage van 20.000 zakken zout geregistreerd. De Buco di Viso werd ook om militaire redenen gebruikt en in 1486 was het de markies Ludovico II zelf die de tunnel gebruikte om zijn ontsnapping naar Frankrijk te organiseren; Vervolgens gebruikten de Franse vorsten het zelf ook. In 1494 trok de koning van Frankrijk Karel VIII er zelfs doorheen, met zijn leger en artillerie, om strategische bewegingen te maken die nuttig waren voor inzet in de slag bij Fornovo. In 1499 werd het doorkruist door Lodewijk XII en in 1525 door zijn opvolger Frans I, die met zijn leger naar Italië trok om te vechten tegen keizer Karel V. Bij deze gelegenheid werden ook de tunnel en het pad verbreed, om ze toegankelijker te maken voor de doorgang van artillerie.
Gesloten in de 16e eeuw door de troepen van de hertog van Savoye, heropend en vervolgens meerdere keren gesloten, werd de pas herontdekt aan het begin van de 20e eeuw. Hij werd gerestaureerd en heropend in 1907 met de hulp van de Club Alpino Italiano en de Touring club de France.
De passage werd ook gerestaureerd tijdens de Tweede Wereldoorlog en opnieuw in de jaren 1970, 1997 en 1998. Van augustus tot oktober 2014 werden uitvoerigere graaf- en veiligheidswerkzaamheden uitgevoerd, waardoor de tunnel weer toegankelijk werd voor wandelaars en mountainbikers. Omdat de tunnel niet in een rechte lijn loopt, blijft het halverwege volledig donker. De tunnel is veelal ongeveer 3 meter breed, en tot 2,5 m hoog, maar is wel in bepaalde secties slechts 1,70 meter hoog en op een gegeven moment slechts 1,40 meter. Een lichtbron is daarom essentieel om de tunnel veilig te kunnen passeren en een beschermende helm wordt aanbevolen. De tunnel is vandaag de dag nog steeds begaanbaar, en is onderdeel van de blauwe route van Via Alpina of op de Giro del Monviso-route, die in twee dagen rond de opvallende rotspiramide leidt.